# Andrea di Raviscanina

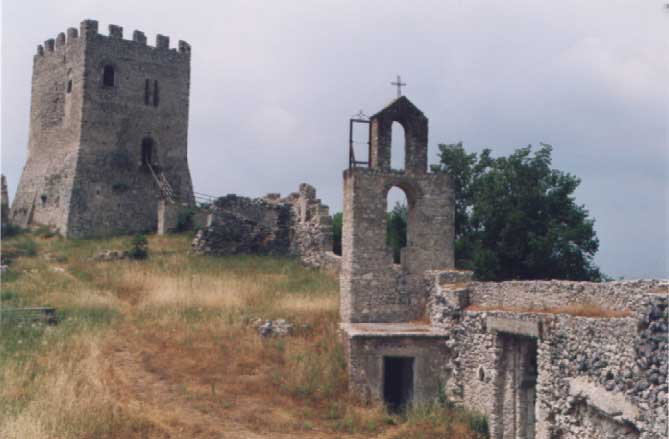
Ruinele castelului din Raviscanina, provincia Caserta.

Andrea di Raviscanina, membru al familiei normande Drengot, a fost conte de Raviscanina, fiind multă vreme oponent al puterii regale normande din sudul Italiei.
În 22 iulie 1138, Papa Inocențiu al II-lea și susținătorii săi, principele Robert al II-lea de Capua și Richard de Rupecanina, au fost surprinși într-o ambuscadă la Galluccio. Inocențiu a fost capturat, însă Robert și Richard au reușit să fugă în Germania, unde au fost primiți de regele Conrad al III-lea al Germaniei. Frederic I Barbarossa i-a succedat lui Conrad în 1152 și, la dieta de la Würzburg, în prezența normanzilor, a decis ducerea la îndeplinire a împăratului Lothar al III-lea de a supune întreaga Italie. În momentul în care era gata să treacă Alpii, Richard a murit și a fost succedat în mod formal de către fiul său Andrei, crescut din fragedă copilărie la curtea imperială.
După încoronarea imperială a lui Barbarossa din 18 iunie 1155, trupele germane s-au întors acasă, în timp ce cei trei normanzi, aflați încă în stadiul de rebeliune, Robert de Capua, Andrei și Robert de Loritello au continuat acțiunea. La apariția veștii (false) asupra morții regelui Guillaume I al Siciliei, cei trei au pătruns în Campania și au reușit să își recupereze toate posesiunile. Însă în mai 1156, Guillaume a trecut la contraatac. Regele i-a înfrânt pe răsculați la Bari, ca urmare a trădării lui Richard al II-lea de Aquila. Guillaume a atacat pe urmă Benevento, unde Papa Adrian al IV-lea era adăpostit de către Robert de Militello și de Andrei de Rupecanina.
În iunie 1156, s-a ajuns la un acord între rege și suveranul pontif — așa-numitul tratat de la Benevento — prin care lui Robert de Loritello și lui Andrei, ca și altora, li se acorda exilul. Cu toate acestea, după ce Abruzzi s-a supus regelui Guillaume, Andrei s-a reunit cu Robert pentru a reveni în Apulia. El a invadat Capua și Fondi în 1157. Armata bizantină din regiune a părăsit zona, însă papa a trimis întăriri. La San Germano, astăzi numit Cassino, în ianuarie 1158, Andrei a reușit să provoace o înfrângere trupelor regale.
Andrei a trebuit să părăsească stăpânirea asupra Montecassino, pentru a apăra orașul Ancona în fața lui Reginald de Dassel și Otto de Wittelsbach, generalii lui Frederic Barbarossa care îl asediau. Pacea a fost încheiată înainte de venirea primăverii, iar Andrei i-a însoțit pe Reginald și Otto la nord de Milano, raliindu-se asediului purtat de Barbarossa asupra acestui oraș. El se afla încă acolo în 7 septembrie, atunci când orașul lombard a căzut.
În 1161, reunindu-se din nou cu Robert de Loritello, Andrei s-a răsculat încă o dată împotriva regelui Guillaume. Răsculații au incendiat Butera, însă au fost nevoiți să renunțe la cauza lor ca urmare a intervenției personale a regelui Siciliei. Andrei a fugit la Constantinopol, pentru a solicita trupe și bani din partea împăratului Manuel I Comnen, însă nu a obținut nimic, dat fiind că pacea a fost încheiată între regele din Palermo și Bizanț. Andrei a mai apărut abia în 1167, cu ajutorul arhiepiscopului Christian I de Mainz, comandantul trupelor imperiale, pentru repunerea în drepturi în fiefurile sale, inclusiv în Ancona. Expediția a fost un eșec. Potrivit cronicii lui Romuald de Salerno, Andrei ar fi fost prezent și în bătălia de la Monte Porzio.